# Ур'ядинська сільська рада
Ур'яди́нська сільська рада (рос. Урьядинский сельский совет) — муніципальне утворення у складі Мішкинського району Башкортостану, Росія. Адміністративний центр — присілок Ур'яди.

## Населення
Населення — 753 особи (2019, 926 в 2010, 1063 в 2002).

## Склад
До складу поселення входять такі населені пункти:
| Населений пункт         | Населення, осіб (2002) | Населення, осіб (2010) |
| ----------------------- | ---------------------- | ---------------------- |
| Баш-Байбаково, присілок | 49                     | 58                     |
| Новосафарово, присілок  | 34                     | 21                     |
| Сабаєво, присілок       | 265                    | 216                    |
| Ур'яди, присілок        | 264                    | 221                    |
| Янагушево, село         | 451                    | 410                    |